# Gmina Kościoła Jezusa Chrystusa Świętych w Dniach Ostatnich w Szczecinie
Gmina Kościoła Jezusa Chrystusa Świętych w Dniach Ostatnich w Szczecinie – gmina mormońska działająca w Szczecinie, należąca do Kościoła Jezusa Chrystusa Świętych w Dniach Ostatnich.
Siedziba gminy mieści się przy al. Wojska Polskiego 29/13. Raz w tygodniu, w niedzielę, odbywają się dwa nabożeństwa: spotkanie sakramentalne oraz szkoła niedzielna.